# IAR 37
IAR 37 byl rumunský jednomotorový, třímístný dvouplošník určený k průzkumu a lehkému bombardování.

## Vznik
Letoun byl vyvinutý firmou Industria Aeronautică Română v Brašově v roce 1937. Jako první byl zkonstruován prototyp IAR 37. Trup letadla byl z ocelových trubek s plátěným potahem. Křídla pak byla převážně dřevěná. K pohonu byl použit rumunský čtrnáctiválcový dvouhvězdicový motor IAR K14-II C32 vyráběný jako licenční kopie francouzského motoru Gnome-Rhône 14K o 870 k. Letoun byl třímístný. Pilot seděl vpředu, za ním pak pozorovatel, který byl zároveň i bombometčík a obsluhoval rádio a kulomet Browning PWU ráže 7,92 mm střílející dolů se zásobou 300 nábojů. Třetím členem posádky byl střelec usazený v zadní horní části a ovládající kulomet ráže 7,92 mm, který měl zásobu na 600 nábojů. V horním křídle byly umístěny dva kulomety PWU se 700 náboji. Závěsy pro pumy byly umístěny pod spodním křídlem a mohly nést osm padesátikilových nebo šest stokilových pum.

## Vývoj
IAR 37 poprvé vzlétl v roce 1937 pilotován M. Manolescem. Dosáhl rychlosti 335 km/h. V roce 1938 pak začala jeho sériová výroba v počtu 50 strojů.
V roce 1939 byla postavena menší série IAR 38, z nichž první byl zalétán 12. ledna 1939. Oproti předchozí verzi měl tento letoun o něco větší rozměry a byl vybaven německým devítiválcovým hvězdicovým motorem BMW 132 o 700 k.
Konečná varianta IAR 39 se ve větším počtu začala stavět v letech 1939 až 1940. Letoun byl osazen motorem IAR K14-IV C32 o 870 k. Byl vybaven jedním pevným kulometem Browning PWU ráže 7,92 mm a dvěma pohyblivými kulomety MG 15 ráže 7,92 mm. Letoun mohl nést 24 pum po 12 Kg nebo mohl být vybaven schránkami, do kterých byly umístěny tři zápalné granáty.
Ve spolupráci s pozemními silami se letouny IAR 39 účastnily osvobozování na území Maďarska, Slovenska a České republiky.

## Varianty

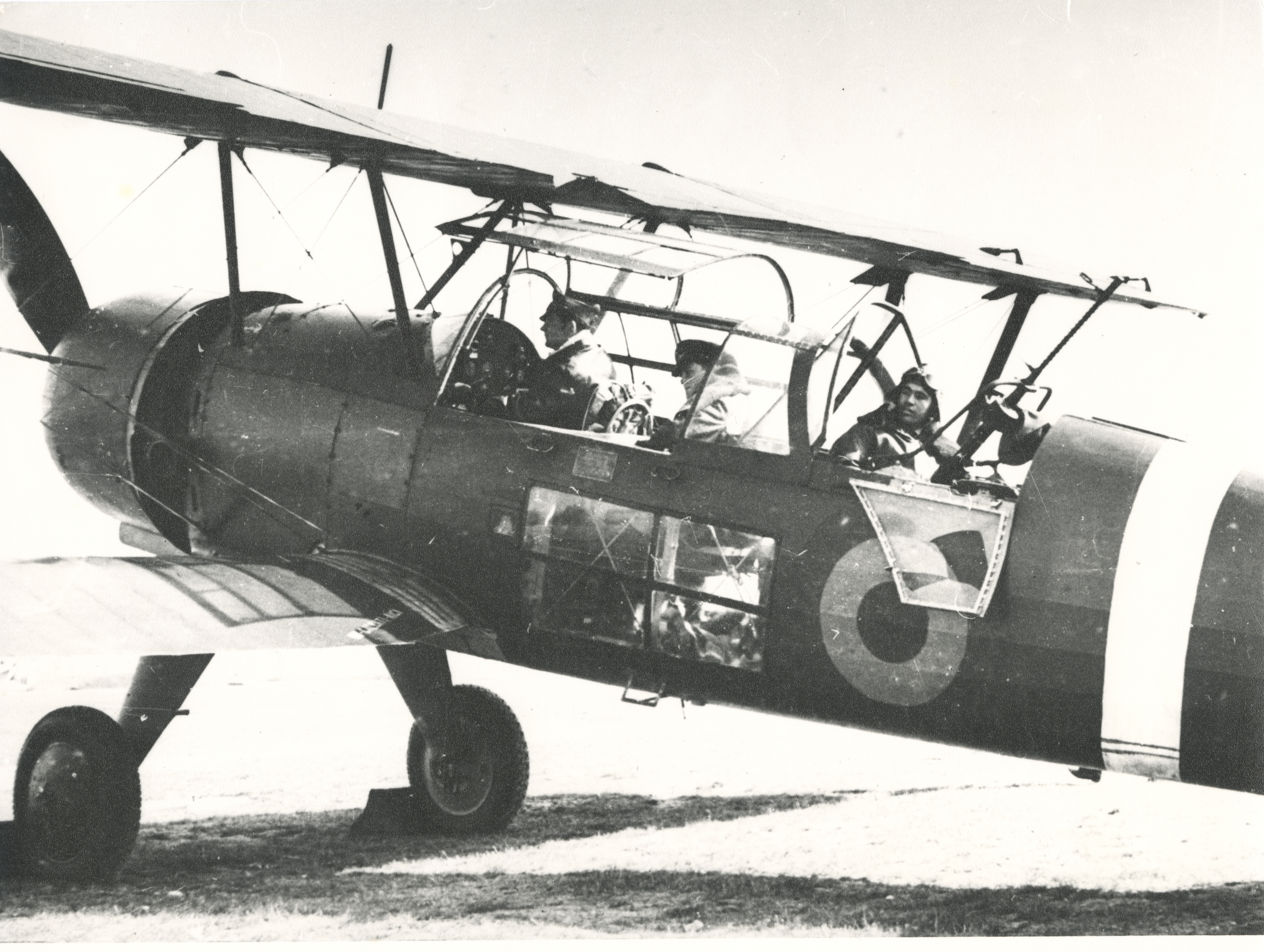
Průzkumné letadlo 1. rumunského leteckého sboru před odletem na letišti ve Zvolenu, 8. dubna 1945.

IAR 37
Motor IAR K14-II C32.
IAR 38
Motor BMW 132.
IAR 39
Motor IAR K14-IV C32.
IAR 39A
Vyráběný v licenci u Societatea pentru exploatări tehnice v Bukurešti.

## Specifikace

Třípohledový nákres IAR 39

Údaje dle

### Technické údaje
- Osádka:
- Rozpětí: 12,22 m IAR 37 / 13,20 m IAR 38 / 13,10 m IAR 39
- Délka: 9,50 m IAR 37 / 9,56 m IAR 38 / 9,60 m IAR 39
- Výška: 3,97 m IAR 37 / 3,80 m IAR 38 / 3,99 m IAR 39
- Nosná plocha: 35,70 m² IAR 37 / 40,30 m² IAR 38 / 40,30 m² IAR 39
- Hmotnost prázdného letounu: 2219 kg IAR 37 / 2300 kg IAR 38 / 2177 kg IAR 39
- Vzletová hmotnost: 3459 kg IAR 37 / 3100 kg IAR 38 / 3085 kg IAR 39
- Pohonná jednotka:

### Výkony
- Maximální rychlost: 335 km/h IAR 37 / 310 km/h IAR 38 / 336 km/h IAR 39
- Dostup: 8000 m IAR 37 / 7000 m IAR 38 / 8000 m IAR 39
- Dolet: 650 km IAR 37 / 680 km IAR 38 / 660 km IAR 39
- Výstup na výšku 3000 m: 5,5 min
- Výstup na výšku 4000 m: 8,5 min